# カニャーノ・アミテルノ
カニャーノ・アミテルノ（イタリア語: Cagnano Amiterno）は、イタリア共和国アブルッツォ州ラクイラ県にある、人口約1,300人の基礎自治体（コムーネ）。

## 地理

### 位置・広がり

#### 隣接コムーネ
隣接するコムーネは以下の通り。括弧内のRIはリエーティ県（ラツィオ州）所属を示す。
- アントロドーコ (RI)
- バレーテ
- ボルボーナ (RI)
- ラークイラ
- モンテレアーレ

## 行政

### 分離集落
カニャーノ・アミテルノには、以下の分離集落（フラツィオーネ）がある。
- Corruccioni, Fiugni, San Giovanni, Termine